# Symphonie no 8 de Hartmann
Pour les articles homonymes, voir Symphonie no 8.
La Symphonie no 8 est une symphonie de Karl Amadeus Hartmann. Composée de 1960 à 1962, elle fut créée le 25 janvier 1963 par Rafael Kubelik à Cologne. Elle dure environ 25 minutes.

## Analyse de l'œuvre
1. Cantilène
2. Scherzo 
  - Variation I – Molto leggero
  - Variation II – Impetuoso sveglio
  - Variation III – Con fuoco e furioso